# Ordine "per il coraggio personale"
L'Ordine della Patria è un'onorificenza bielorussa.

## Storia
L'Ordine è stato fondato il 13 aprile 1995 ed è stato assegnato per la prima volta l'8 ottobre 1997.

## Assegnazione
L'Ordine è assegnato ai cittadini:
- per il coraggio eccezionale e personale mostrato durante l'esecuzione del servizio militare, del servizio civile o di altro servizio;
- per gli atti disinteressati commessi in circostanze estreme;
- per il coraggio nel difendere il confine di Stato;
- per il coraggio nella tutela dell'ordine pubblico;
- per un'azione coraggiosa e decisiva nelle circostanze relative al rischio della vita.

## Insegne
- L'insegna è una croce smaltata di rosso sovrapposta ad una stella dorata. Al centro della croce vi è un cerchio di 22 mm di diametro smaltato di bianco con sul bordo la scritta "За асабістую мужнасць" e due rami d'alloro. Al centro del cerchi vi è una stella d'oro a cinque punte su sfondo rosso. Il cerchio è attraversato da una spada dorata.
- Il nastro è arancione con una fascia marrone al centro e un bordo bianco e l'altro marrone.